# Mare Crisium
Il mare Crisium ("Mare delle crisi", in latino) è un mare lunare situato all'interno del bacino di Crisium, a nordest del mare della Tranquillità; il bacino ha avuto origine nel periodo Nettariano, mentre il materiale che ricopre il mare Crisium risale all'Imbriano superiore.

Mare Crisium con le strutture vicine in formato selenocromatico

La formazione geologica più chiara che si immette nel mare da sudest è nota come Promontorium Agarum. All'estremo occidentale del mare si trova invece il cratere Yerkes; poco più ad est troviamo i crateri Picard e, ancora più a nordest, Peirce.
All'interno del mare Crisium sono allunate le sonde sovietiche Luna 23 e 24 e nel 2025 Blue Ghost dell'azienda privata Firefly Aerospace.
In quest'area è ambientato il racconto La sentinella di Arthur C. Clarke da cui è tratto 2001: Odissea nello spazio